# Banjar Rejo (Belitang Jaya)
Banjar Rejo is een bestuurslaag in het regentschap Ogan Komering Ulu van de provincie Zuid-Sumatra, Indonesië. Banjar Rejo telt 1017 inwoners (volkstelling 2010).